# Ленарт Мери
Ленарт Мери е 2-рият президент в историята на Република Естония (1992 - 2001). Преди това е министър на външните работи на Естония и за кратко посланик във Финландия през 1992 г.

## Биография
Той е не само политическо лице – известен е и със своите умения за превод от английски език, а също като писател, драматург и сценарист. Член е на политическото движение Union pro Patria.
Син е на известния естонски дипломат и преводач на творчеството на Шекспир Гьорг Мери. Поради задгранични дипломатически назначение на баща му малкият Ленарт прекарва голяма част от детските си години в чужбина. Благодарение на това става полиглот, владеещ свободно руски, английски, френски, немски и фински език.
През 1940 г. Естония е присъединена към СССР. Ленарт Мери и неговото семейство са депортирани в Сибир поради политическа неблагонадеждност. През 1953 г. завършва с отличие Историко-филологическия факултет на университета в Тарту.
В периода 1953 - 1955 г. работи като драматург в Театъра на Тарту.
През 1958 г. предприема съдбоносно пътуване в страните в Централна Азия, което поставя началото на писателската му кариера. Това пътуване оформя интересите му към историята и културата на т.нар. „малки или маргинални култури“. Л. Мери превежда на естонски език редица от световните литературни бестселъри на автори като Ерих Мария Ремарк, Греъм Грийн, както и на съветския дисидент Александър Солженицин.
Л. Мери е обявен за почетен доктор на университета в Хелзинкския университет през 1986 г. В края на Студената война основава неправителствения Естонски институт, който активно поддържа контакти в областта на културата с редица западноевропейски страни.
Ленарт Мери е министър на външните работи в правителството на Едгар Сависаар от 11 април 1990 г. и остава на поста до 6 април 1992 г. За кратко е посланик в съседна Финландия, назначен на 23 април 1992 г.
Участва в първите президентски избори в страната през 1992 г. Заема 2-ро място на I тур на 20 септември (с 29 % от гласовете) след Арнолд Рюйтел (с 42 %), но на II тур печели с 59 : 31 на 5 октомври. Встъпва в длъжност като първи президент на републиката от 6 октомври 1992 г. На 20 септември 1996 г. е преизбран от I тур на същия пост, на който остава до 8 октомври 2001 г.
Избран е за член на Естонската академия на науките през 2001 г. Л. Мери публикува 11 книги и създава 5 документални филма. Международното летище на Талин носи неговото име.